# Hoplocheiloma fabricii
Hoplocheiloma fabricii är en tvåvingeart som beskrevs av Steyskal 1968. Hoplocheiloma fabricii ingår i släktet Hoplocheiloma och familjen skridflugor. Inga underarter finns listade i Catalogue of Life.